# Cattleya dormaniana
Cattleya dormaniana ("Dorman's Cattleya") là một loài lan trong chi Cattleya. Số nhiễm sắc thể lưỡng bội của C. dormaniana là 2n = 40.